# ميلوبيروكسيداز
الميلوبيروكسيديز (Myeloperoxidase)يختصر ب(MPO) هو انزيم يتواجد في البشر  و يشفر بواسطة جين الميلوبيروكسيديز . ويعبر عن الميلوبيروكسيديز بأنه ينتشر بكثرة في الخلايا المتعادلة المحببة (نوع فرعي من خلايا الدم البيضاء ). وهو بروتين الليزوزومية المخزنة في حبيبات أليف اللازورد من الخلايا المتعادلة. الميلوبيروكسيديز هيم الصباغ، والذي يسبب لونه الأخضر في إفرازات غنية للخلايا المتعادلة، مثل القيح وبعض أشكال من المخاط.

## علم الوراثة
في الإنسان يتواجد في الجين الموجود على الكروموسوم 17 (17q23.1).

## دوره في المرض
نقص الميلوبيروكسيديز هو نقص وراثي في الإنزيم مما يهيئ للإصابة بنقص المناعة ..وايضا نقص الميلوبيروكسيديز قد يسمح للأجسام المضادة بالعمل ضد الخطة الرئيسية للعمليات المناعية مما يسبب في أعراض مختلفة منها: التهاب الأوعية الدموية ، وأبرزها التهاب الهلالي لكبيبات الكلى ومتلازمة شيرغ شتراوس . وأفادت الدراسات التي أجريت مؤخرا وجود علاقة بين مستويات الميلوبيروكسيديز وشدة مرض الشريان التاجي. وقد اعتبر أن الميلوبيروكسيديز يلعب دورا هاما في تطور مرض تصلب الشرايين وجعل الصفائح الدموية غير مستقرة.

## وصلات خارجية
http://emedicine.medscape.com/article/887599-overview
http://www.ncbi.nlm.nih.gov/gene/4353
http://www.ncbi.nlm.nih.gov/pubmed/10519157
http://www.ncbi.nlm.nih.gov/pubmed/10608505